# Eulophia parvilabris
Eulophia parvilabris är en orkidéart som beskrevs av John Lindley. Eulophia parvilabris ingår i släktet Eulophia och familjen orkidéer. Inga underarter finns listade i Catalogue of Life.